# 本溪湖站
本溪湖站位于辽宁省本溪市溪湖区，为沈丹铁路上的一个火车站。建于1905年。距离沈阳站79公里，丹东站198公里，隶属沈阳铁路局管辖。现为三等站。

## 周边
- 本溪湖
- 溪湖区人民政府
- 溪湖区人民法院
- 溪湖站前邮政所
- 河东派出所
- 刘老根大舞台
- 诚忠山公园

## 历史
1904年，曾在中日甲午战争中任日本陆军军需供应商的大仓喜八朗，派人沿安奉铁路进行资源调查，发现本溪湖煤矿和庙儿沟铁矿（今本钢南芬露天矿）极具工业开采价值。
日俄战争结束后，1905年10月，大仓财阀又派人到本溪湖进一步勘察煤铁资源，并绘制了矿区简图。
1905年11月，大仓财阀向驻辽阳的日本殖民侵略机构——關東都督府提出开采本溪湖煤田的申请。
1905年12月18日，日本關東都督府以采煤供应军用为条件，批准了大仓财阀在本溪建矿采煤的申请。至此，大仓财阀正式侵占了本溪湖煤田，将煤田命名为“本溪湖大仓煤矿”。后来逐渐发展成了本溪湖煤铁公司，并形成了一定规模工业区。

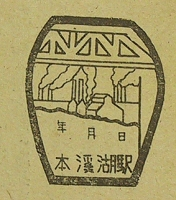
本溪湖站 车站纪念章

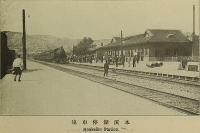
本溪湖站 旧景

05年 - 建于。
1. ↑  . 植鉄の旅.   [2021-03-20]. （原始内容存档于2019-08-30） （日语）.